# Équipe de la république démocratique du Congo de rugby à XV
L'équipe de la république démocratique du Congo de rugby à XV rassemble les meilleurs joueurs de rugby à XV de la république démocratique du Congo. Elle est membre de Rugby Afrique et dispute actuellement la deuxième division de la coupe d'Afrique.

## Palmarès
- 2011 : forfait poule sud
- 2012 : non disputée
- 2013 : n/c
- 2014 : 3e de la poule sud
- 2015 : vainqueur de la poule sud-est
- 2016 : vainqueur de la poule est